# T. Time
T. Time – drugi solowy singel Andrzeja Smolika i jednocześnie drugi pochodzący z jego albumu Smolik. Wydany został w 2001 roku.
Piosenkę zaśpiewała Novika, wokalistka zespołu Futro.

## Lista utworów
Piosenka została wydana właściwie nie w formacie singla, lecz na dwóch minialbumach (EP). Pierwszy zawierał oryginalną wersję i trzy remiksy, drugi oprócz wersji pierwotnej trzy różnorodne aranżacje utworu.

### T. Time Remixes
1. "T. Time (Album Version)"
2. "T. Time (Banach Remix)"
3. "T. Time (Futro Remix)"
4. "T. Time (Thiele Remix)"[1]

### T. Time Versions
1. "T. Time (Album Version)"
2. "T. Time (Physical Love Version)"
3. "T. Time (Homosapiens Version)"
4. "T. Time (Ścianka Version)"[2]

## Wideoklip
Do piosenki powstał teledysk. Wyreżyserowała go Anna Maliszewska. Wykonany został on techniką filmu poklatkowego a główną rolę w klipie zagrała Novika.